# Ігл-Бютт (Південна Дакота)
Ігл-Бютт (англ. Eagle Butte) — місто (англ. city) в США, в округах Дьюї і Зібек штату Південна Дакота. Населення — 1258 осіб (2020).

## Географія
Ігл-Бютт розташований за координатами 44°59′27″ пн. ш. 101°13′39″ зх. д. / 44.99083° пн. ш. 101.22750° зх. д. (44.990752, -101.227616).  За даними Бюро перепису населення США в 2010 році місто мало площу 3,03 км², уся площа — суходіл.

## Демографія
Згідно з переписом 2010 року, у місті мешкало 1318 осіб у 384 домогосподарствах у складі 279 родин. Густота населення становила 434 особи/км².  Було 414 помешкання (136/км²).
Расовий склад населення:
| - 89,2 % — корінних американців - 6,8 % — білих - 0,3 % — чорних або афроамериканців - 0,2 % — азіатів |

До двох чи більше рас належало 3,3 %. Частка іспаномовних становила 4,3 % від усіх жителів.
За віковим діапазоном населення розподілялося таким чином: 41,3 % — особи молодші 18 років, 53,8 % — особи у віці 18—64 років, 4,9 % — особи у віці 65 років та старші. Медіана віку мешканця становила 22,8 року. На 100 осіб жіночої статі у місті припадало 89,9 чоловіків;  на 100 жінок у віці від 18 років та старших — 81,3 чоловіків також старших 18 років.
Середній дохід на одне домашнє господарство  становив 41 258 доларів США (медіана — 24 261), а середній дохід на одну сім'ю — 31 644 долари (медіана — 21 083). Медіана доходів становила 28 906 доларів для чоловіків та 23 229 доларів для жінок. За межею бідності перебувало 51,5 % осіб, у тому числі 62,6 % дітей у віці до 18 років та 27,7 % осіб у віці 65 років та старших.
Цивільне працевлаштоване населення становило 396 осіб. Основні галузі зайнятості: освіта, охорона здоров'я та соціальна допомога — 31,1 %, публічна адміністрація — 19,7 %, роздрібна торгівля — 13,9 %, фінанси, страхування та нерухомість — 10,1 %.